# Samuel Tyszelman
Samuel Tyszelman est un militant communiste et résistant français, né le 21 janvier 1921 à Puławy (Pologne) et mort fusillé le 19 août 1941  à Châtenay-Malabry.

## Biographie
Samuel Tyszelman est le fils d'immigrants juifs polonais venus en France quand leur fils a trois ans. Il interrompt ses études pour assister son père qui est chapelier. Il milite dans les Jeunesses communistes. À l'été 1941, il devient membre des Bataillons de la jeunesse.
Il est arrêté, de même qu'Henri Gautherot, lors de la manifestation qui se déroulait le 13 août 1941 sur les Grands boulevards,. Il est condamné à mort, ainsi que son camarade, le 18 août 1941 pour « aide à l'ennemi, ayant pris part à une manifestation communiste dirigée contre les troupes d'occupation allemandes » et fusillé le 19 août à La Vallée-aux-Loups, chemin dit de l'Orme-Mort, à Châtenay-Malabry.
Deux jours plus tard, Pierre Georges (le colonel Fabien) venge Tyszelman en tuant, pour la première fois en plein jour, un militaire allemand le 21 août 1941, lors de l'attentat du métro Barbès,,.
La mention « Mort pour la France » est apposée sur son acte de décès par avis ministériel du 16 avril 1958.

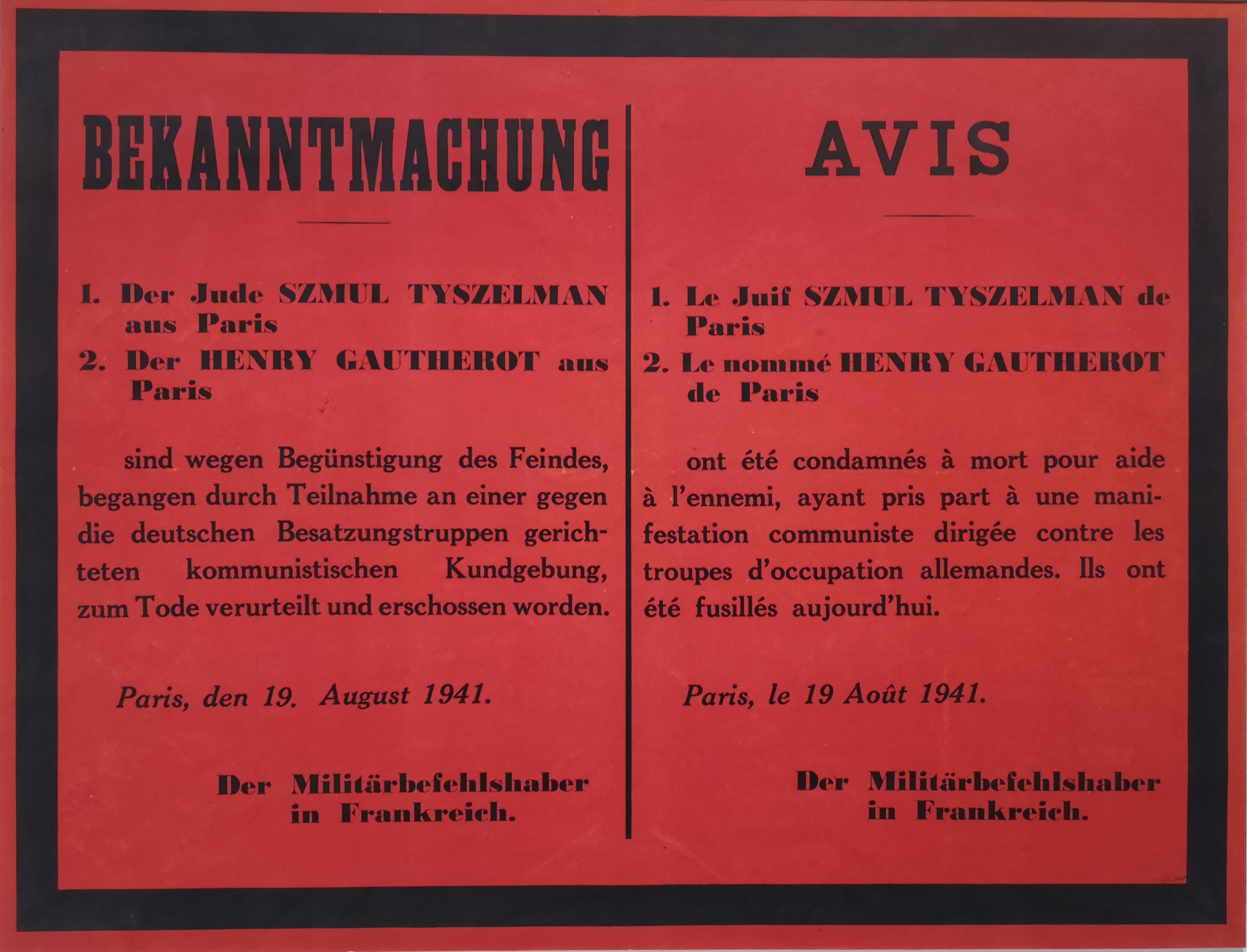
Avis d'exécution de Samuel Tyszelman et Henri Gautherot
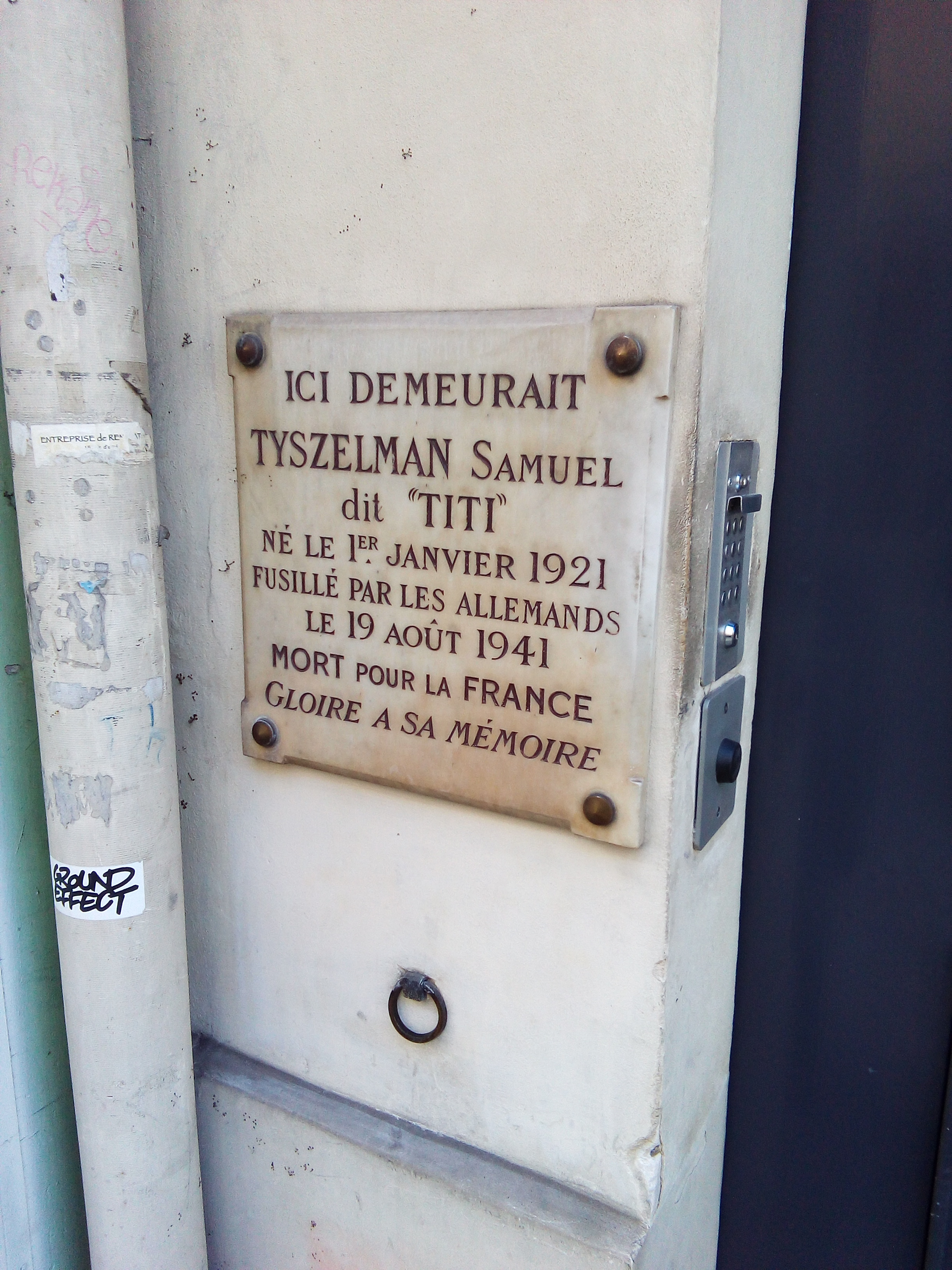
Plaque commémorative
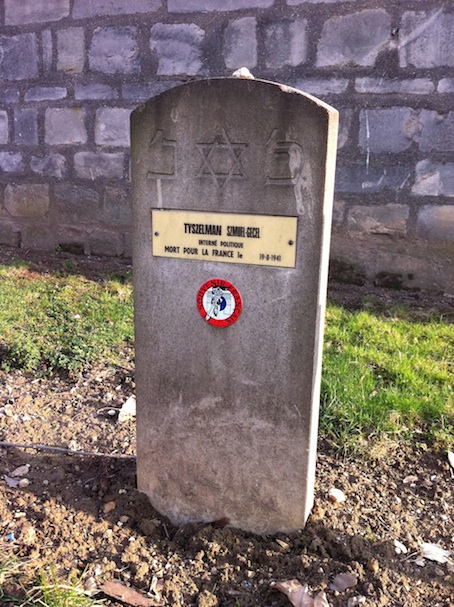
Stèle au cimetière parisien d'Ivry